# 레만호 종합 항운
레만호 종합 항운(Compagnie générale de navigation sur le Lac Léman, 약칭 CGN)은 제네바, 브베, 몽트뢰, 에비앙레뱅, 로잔을 포함하여 프랑스와 스위스의 도시를 연결하는 제네바 호수에서 선박을 운영하는 스위스의 회사이다.

## 역사
CGN은 1873년 ‘헬베티’(Helvétie), ‘르망’(Léman), ‘에이글’(Aigle), 그리고 나중에 ‘플레쉬’(Flèche)호를 단일 선박군으로 모은 세 회사의 합병을 통해 형성되었다. 관광 산업의 성장은 19세기 후반의 철도 건설과 맞물려 CGN이 관광객과 지역 교통을 수용하도록 이끌었다.
제1차 세계 대전 중 관광업의 중단은 CGN에 심각한 영향을 미쳤다. 제2차 세계 대전 중에 유사한 영향을 받은 이 회사는 1940년에 3개월 동안 모든 운영을 중단해야 했다. 회사는 1943년 국가 개입으로 구조되었다.
전쟁 후 함대는 일부 증기선을 디젤엔진으로 개조하고, 1960년대부터 새로운 선박으로 증량하여 선박을 업그레이드했다.

## 현재 선박

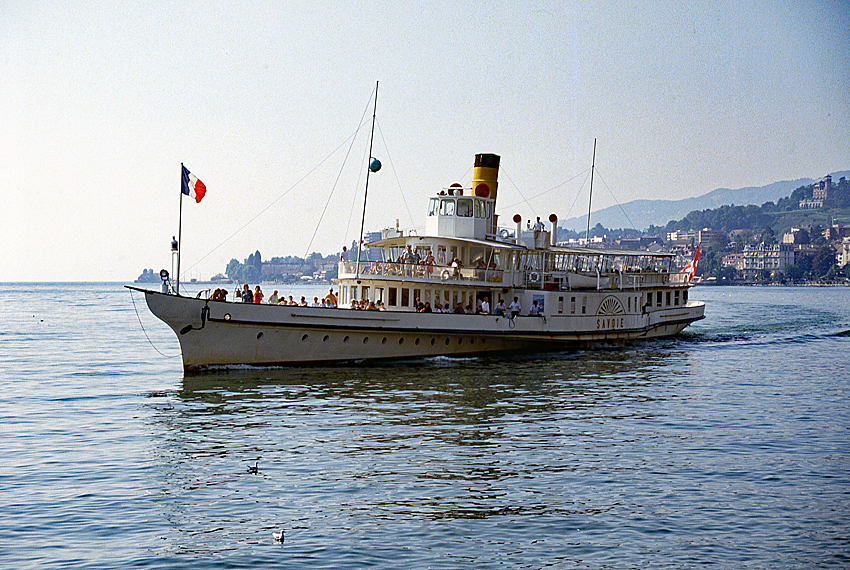
몽트뢰를 떠나는 사부아(Savoie)

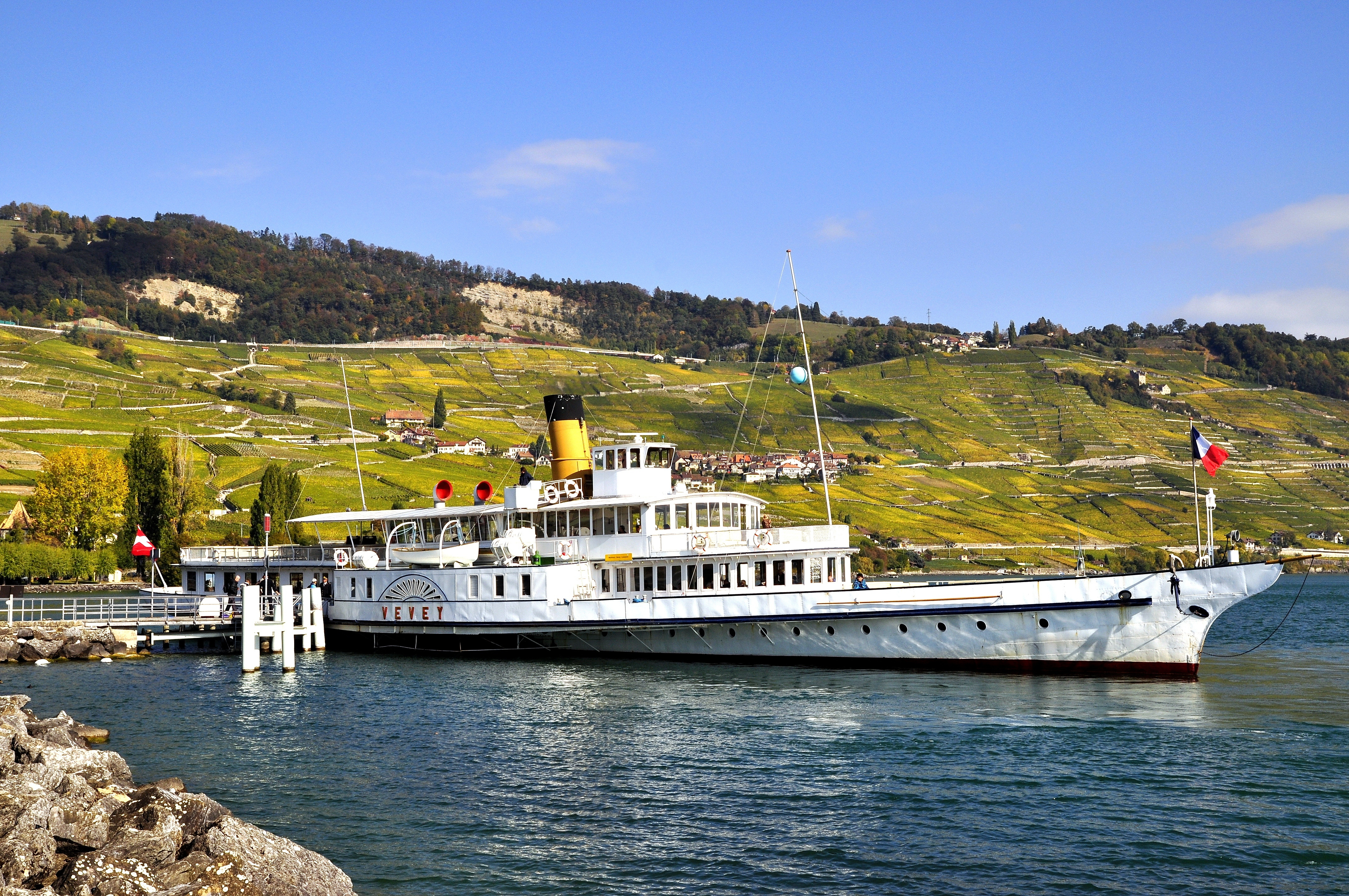
브베(Vevey)

스위스 등록 회사로 선박은 선미에서 스위스 국기를 게양하지만, 호수의 남쪽 해안은 주로 프랑스 영토이기 때문에 선수의 잭스태프에서 삼색기도 휘날린다.
| 선박            | 유형           | Year | 길이            | 파워                    | 수용인원 |
| --------------- | -------------- | ---- | --------------- | ----------------------- | -------- |
| La Suisse       | 외륜선         | 1910 | 78.5 m (258 ft) | 1,030 kW (1,380 hp)     | 1200     |
| Simplon         | 외륜선         | 1920 | 78.5 m (258 ft) | 1,030 kW (1,380 hp)     | 1200     |
| Montreux        | 외륜선         | 1904 | 68.3 m (224 ft) | 650 kW (870 hp)         | 800      |
| Savoie          | 외륜선         | 1914 | 68 m (223 ft)   | 660 kW (890 hp)         | 800      |
| Rhone           | 외륜선         | 1927 | 68 m (223 ft)   | 625 kW (838 hp)         | 825      |
| Helvétie        | 디젤 전기 외륜 | 1926 | 78.5 m (258 ft) |                         | 1400     |
| Vevey           | 디젤 전기 외륜 | 1907 | 66 m (217 ft)   | 515 kW (691 hp)         | 750      |
| Italie          | 디젤 전기 외륜 | 1908 | 65.5 m (215 ft) | 515 kW (691 hp)         | 800      |
| Lausanne        | 디젤           | 1991 | 78.8 m (259 ft) | 2 × 870 kW (1,170 hp)   | 1500     |
| Henry-Dunant    | 디젤           | 1963 | 50.2 m (165 ft) | 2 × 365 kW (489 hp)     | 700      |
| Général-Guisan  | 디젤           | 1964 | 50.2 m (165 ft) | 2 × 365 kW (489 hp)     | 700      |
| Chablais        | 디젤           | 1974 | 46.1 m (151 ft) | 2 × 325 kW (436 hp)     | 560      |
| Ville-de-Genève | 디젤           | 1978 | 47.2 m (155 ft) | 2 × 400 kW (540 hp)     | 560      |
| Léman           | 디젤           | 1990 | 49.6 m (163 ft) | 2 × 520 kW (700 hp)     | 850      |
| Valais          | 디젤           | 2008 | 30.8 m (101 ft) | 2 × 720 kW (970 hp)     | 200      |
| Morges Lavaux   | 디젤           | 2006 | 30.8 m (101 ft) | 2 × 720 kW (970 hp)     | 200      |
| Coppet Genève   | 하이드로젯     | 2007 | 24.8 m (81 ft)  | 2 × 1,045 kW (1,401 hp) | 120      |
| Col-Vert        | 디젤 파워      | 1960 | 28.3 m (93 ft)  | 294 kW (394 hp)         | 130      |